# علم الأساطير المقارن

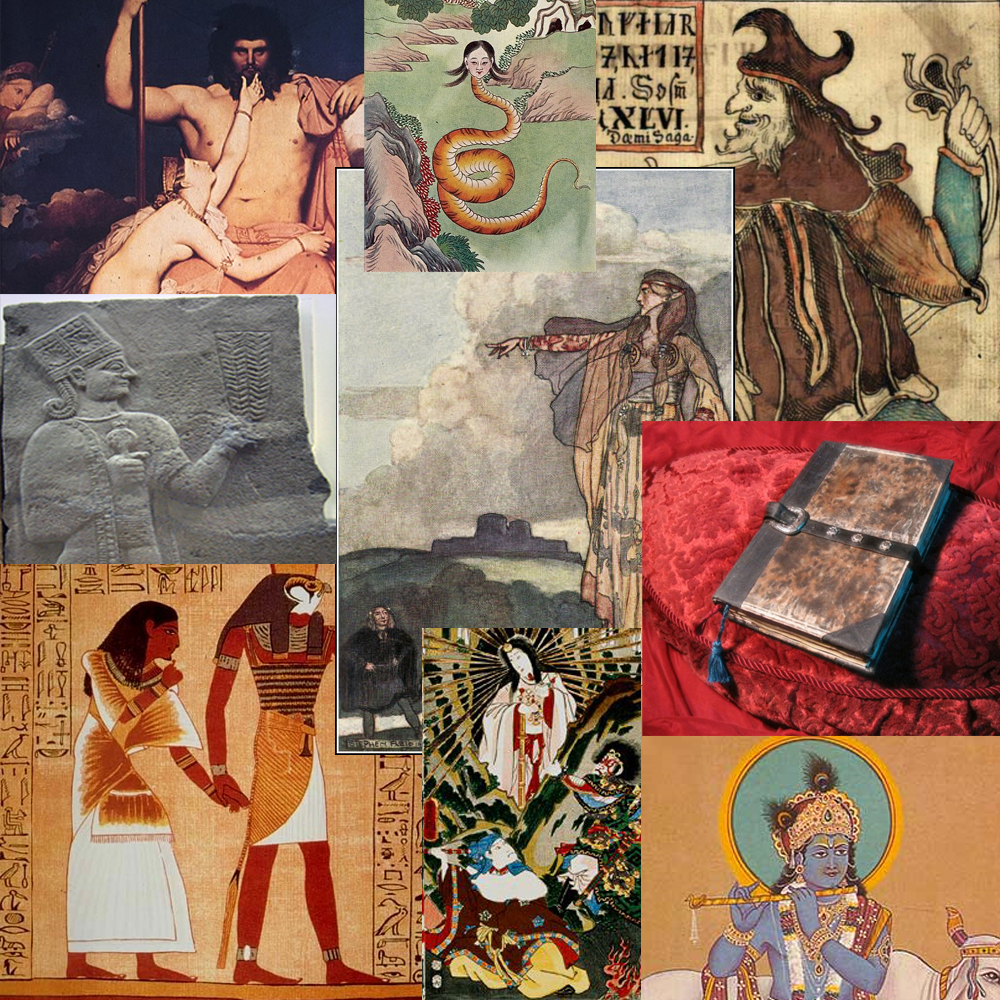
أساطير متنوعة

علم الاساطير المقارن هو العلم المختص بمقارنة الأساطير من ثقافات مختلفة في محاولة لتحديد الثيمات والخصائص المشتركة. خدم هذا العلم مجموعة متنوعة من الأغراض الأكاديمية. فمثلاً استخدم العلماء العلاقات بين أساطير مختلفة لتتبع تطور الأديان والثقافات، واقتراح أصول مشتركة للأساطير من ثقافات مختلفة، ودعم العديد من النظريات النفسية.

## المقارنين ضد المتخصصين
عرّف عالم الأنثروبولوجيا سي سكوت ليتلتون علم الأساطير المقارن على أنه المقارنة المنهجية للأساطير والثيمات الأسطورية المستمدة من مجموعة متعددة من الثقافات. يحاول الباحثون تحديد أوجه التشابه الكامنة و/أو إعادة بناء الصورة الأولى التي تطورت منها تلك الأساطير من خلال مقارنة أساطير الثقافات المختلفة. تسلك جميع النظريات حول الأساطير مقاربة قائمة على المقارنة إلى حد ما كما يلاحظ الباحث الديني روبرت سيجال، حيث يقول: «يسعى جميع الباحثين في مجال علم الأساطير إلى إيجاد أوجه التشابه بين الأساطير بحكم تعريف تخصصهم». ومع ذلك يمكن تقسيم علماء الأساطير تقريبًا إلى متخصصين يؤكدون على الاختلافات بين الأساطير، والمقارنين الذين يؤكدون أوجه التشابه. يميل المتخصصون إلى التأكيد على أن أوجه التشابه التي تم فك تشفيرها بواسطة المقارنون مبهمة وسطحية، بينما يميل المقارنون إلى الادعاء بأن الاختلافات المعروضة من قبل المتخصصين تافهة وليست ذات أهمية.
حظيت المقاربات المقارنة للأساطير بشعبية كبيرة بين علماء القرن الثامن عشر والتاسع عشر. أعتقد العديد من هؤلاء العلماء أن جميع الأساطير أظهرت علامات تطورها من الفكرة التي فسرت أغلب الأساطير على أنها أوصاف شعرية لسلوك الشمس. أصبحت هذه الأوصاف الشعرية وفقًا لهذه النظرية محرفة مع مرور الوقت إلى عدة قصص متنوعة عن الآلهة والأبطال. ورغم ذلك يميل علماء العصر الحديث نحو التخصصية أكثر من المقارنة، وينتابهم الشك تجاه الأحكام العامة الخاصة بالأساطير. الاستثناء المعاصر الوحيد هو النهج التاريخي المتبع في عمل إي جاي مايكل ويتزل الذي أعاد فيه بناء العديد من الطبقات المتتابعة من الأساطير القديمة.

## المقاربات المختلفة
يأتي علماء مقارنة الأساطير من عدة مجالات أكاديمية مثل الفولكلور والأنثروبولوجيا والتاريخ واللغويات والدراسات الدينية، وقد داوموا على استخدام مجموعة متنوعة من المقاربات لمقارنة الأساطير. وهذه مجموعة منها:

### لغويًا
يركز بعض العلماء على العلاقات اللغوية بين أساطير الثقافات المختلفة. مثل أوجه التشابه بين أسماء الآلهة في الثقافات المختلفة. أحد الأمثلة الناجحة الخاصة بهذا النهج هو دراسة الأساطير الهندية الأوروبية (الهندوأوروبية). حيث وجد الباحثون أوجه تشابه مذهلة بين المصطلحات الأسطورية والدينية المستخدمة في عدة ثقافات مختلفة في أوروبا والهند. مثلاً إله السماء اليوناني زيوس باتر، وإله السماء الروماني جوبيتر، وإله السماء الهندي دياوس بيتر لهم أسماء متطابقة لغوياً.
وذلك يشير إلى أن الأساطير الإغريقية والرومانية والهندية نشأت من ثقافة قديمة مشتركة، وأن أسماء مثل زيوس، جوبيتر، دياوس، والإله الألماني تير تطورت من اسم مشترك قديم وهو دياوس فيتر (Dyēus ph2ter).

### بنيويًا
يبحث بعض العلماء عن البنيات الأساسية التي تتشارك فيها الأساطير المختلفة. اقترح عالم الفولكلور فلاديمير بروب وجود بنية قصصية مشتركة للعديد من الحكايات الخرافية الروسية، تحدث فيها أحداث معينة بترتيب يمكن التنبؤ به. فحص عالم الأنثروبولوجيا كلود ليفي شتراوس في المقابل بنية الأسطورة من حيث العلاقات المجردة بين عناصرها، وليس ترتيبها في الحبكة. اعتقد ليفي شتراوس على وجه الخصوص أنه يمكن تنظيم عناصر الأسطورة في صورة تعارض ثنائي (الخام مقابل المطبوخ، والطبيعة مقابل الثقافة، إلخ). لقد اعتقد أن الغرض من الأسطورة هو التوسط في هذه التعارض، وبالتالي حل التوترات أو التناقضات الأساسية الموجودة في حياة الإنسان أو ثقافته.

## الأساطير ذات الأصول الثقافية المتعددة
كشف علم الأساطير المقارن عن عدة أوجه تشابه بين أساطير الثقافات المختلفة، بما في ذلك بعض الموضوعات المتكررة للغاية وعناصر قصصية. وهنا بعض الأمثلة:

### خلق الإنسان (الإنسانية) من طين
إن خلق الإنسان من الطين هو موضوع يتكرر في العديد من الديانات والأساطير العالمية.
ففي ملحمة جلجامش تم خلق إنكيدو من قبل الإلهة إريورو من الطين. وفي الأساطير اليونانية خلق بروميثيوس الرجال من الماء والأرض. وفي التوراة (سفر التكوين 2: 7) «وشكل الرب الإنسان من تراب الأرض، وتنفس في أنفه نفس الحياة. وأصبح الإنسان روحًا حية.». وفي الأساطير الهندوسية خلقت أم غانيش ابنها من الطين وحولت الطين إلى لحم ودم. وأخيرًا، في الأساطير الصينية، صنعت نوى شخصيات من الأرض الصفراء، ومنحتهم الحياة والقدرة على إنجاب الأطفال.

### أسطورة الفيضان
تحكي العديد من الثقافات حول العالم قصصًا عن فيضان كبير. يترك الفيضان في أغلب الحالات ناجًا واحدًا فقط أو مجموعة من الناجين. تحكي مثلاً كل من ملحمة جيلجامش البابلية والتوراة عن الفيضان العالمي الذي قضى على البشرية وعن الرجل الذي أنقذ بمفرده أنواع الكائنات المختلفة على الأرض من خلال أخذهم على متن قارب. تظهر قصص مماثلة عن أحد الناجين من الفيضان في الأساطير الهندوسية، واليونانية، والإسكندنافية، والازتيكية.

### أكل لحوم البشر
يظهر أكل لحوم البشر في الأساطير والفولكلور والخرافات في العديد من الثقافات المختلفة، وغالبًا ما يُنسب إلى شخصيات شريرة أو كعقاب شديد على بعض الأفعال الخاطئة. ومن الأمثلة على ذلك لميا في الأساطير اليونانية وهي امرأة أصبحت وحشًا يأكل الأطفال بعد أن قُتل أولادها على يد هيرا بعد أن علموا بغراميات زوجها زيوس. يظهر اتاهسايا في الديانة والأساطير الزونية وهو شيطان عملاق أكل للحوم البشر، ويتغذى على زملائه الشياطين والبشر على حد سواء. ويتم تصويره على أنه ذو عيون منتفخة لا ترمش، ومخالبه طويلة، وأنيابه صفراء تخرج من بين شفتيه. تحكي أسطورة باكسباكسوالانوكسيوي في مجتمع هاماتسا من قبيلة كواكواواكواكو الأصلية عن عملاق يأكل البشر، ويعيش في منزل غريب ينبعث من سطحه دخان أحمر.

### الإله الميت
تتضمن العديد من الأساطير إلهاً مات وغالبًا ما يعود إلى الحياة بعد موته. تشيع هذه الأسطورة بشكل خاص في أساطير الشرق الأدنى. قارن عالم الأنثروبولوجيا السير جيمس فريزر بين هذه الأساطير في كتابه «الغصن الذهبي». يعد الإله المصري أوزوريس وإله بلاد ما بين النهرين تاموز مثالين على الإله الميت. يتم غالبًا مقارنة الأسطورة اليونانية المتعلقة بأدونيس (على الرغم من عدم كونه إله) بأوزوريس، وقد تميزت هي وأسطورة ديونيسوس أيضًا بالموت والعودة للحياة لاحقاً. لاحظ بعض العلماء أوجه تشابه بين قصص الديانات متعددة الآلهة (الشركية) حول الآلهة الميتة والقصة المسيحية عن يسوع الذي تم صلبه.

### اقتناء النار لصالح البشرية
يتكرر موضوع سرقة النار لصالح البشرية في العديد من الأساطير العالمية. مثال على ذلك: وفقًا لهيسويد في الأساطير اليونانية، يسرق العملاق بروميثيوس النار السماوية لصالح الإنسانية مما يمكّن من تقدم الحضارة. وفي سفر أخنوخ تعلم الملائكة الملعونة وعزازيل الإنسان القديم استخدام الأدوات والنار. كما تتحدث المجموعة الهندية القديمة من التراتيل السنسكريتية الفيدية (ريجفيدا) (3:9.5) عن البطل ماتاريوان الذي استعاد النار التي كانت مخبأة عن البشرية.

### الأساطير المؤسسة
للعديد من الثقافات أساطير تصف أصل عاداتهم وطقوسهم وهويتهم. غالبًا ما بررت المجتمعات القديمة والتقليدية عاداتها من خلال الادعاء بأن آلهتها أو أبطالها الأسطوريين أسسوا هذه العادات. فمثلاً أنشأ الأخوان باغديمبيري الأسطوريان جميع العادات الكاراديرية في أستراليا، من ضمن ذلك الوضعية التي يتخذونها أثناء التبول.

### مجالات الدراسة
- أسطورة الخلق
- تطور الأديان
- الأساطير والطقوس
- البابلية (فلسفة)

### موضوعات شائعة
- الأساطير الهندوسية والإسكندنافية

هناك مقارنات خاصة استدركت في الدين المقارن.

## قائمة مختارة من المصادر
- Arvidsson, Stefan, Aryan Idols. Indo-European Mythology as Science and Ideology. 2006. University of Chicago Press.
- Clifton, Dan Salahuddin, The Myth Of The Western Magical Tradition. 1998. C&GCHE
- Dickson, K. "Bibliography-in-Progress of Texts on Myths & Comparative Mythology". 11/12/09. Purdue University. 17 December 2009 web.ics.purdue.edu
- Wendy Doniger], The Implied Spider: Politics and Theology in Myth. 1998. New York: Columbia University Press [An introduction to comparative mythology]
- Doniger, Wendy, Splitting the Difference: Gender and Myth in Ancient Greece and India (Jordan Lectures in Comparative Religion, 1996-1997: School of Oriental and African Studies University of London). 1999. Chicago: University of Chicago Press
- Georges Dumezil The Destiny of the Warrior. 1983. Berkeley: University of California Press
- Dumezil, Georges, The Plight of a Sorcerer. 1986. Berkeley: University of California Press
- Dumezil, Georges, Mitra-Varuna: An Essay on Two Indo-European Representations of Sovereignty. 1988. New York:Zone Books
- Friedrich, Paul, The Meaning of Aphrodite. 1978. Chicago: University of Chicago Press
- Friedrich, Paul, Proto-Indo-European Trees: The Arboreal System of a Prehistoric People. 1970. Chicago: University of Chicago Press
- Jamison, Stephanie, The Ravenous Hyenas and the Wounded Sun: Myth and Ritual in Ancient India . 1991. Ithaca: Cornell University Press
- Jamison, Stephanie, Sacrificed Wife / Sacrificer's Wife: Women, Ritual and Hospitality in Ancient India. 1996. New York: Oxford University Press
- Claude Lévi-Strauss|Lévi-Strauss, Claude Myth and Meaning. 1995. New York: Schocken Books
- Lévi-Strauss, Claude, The Raw and the Cooked (Mythologiques Volume One). 1990. Chicago: University of Chicago Press
- Lévi-Strauss, Claude, From Honey to Ashes (Mythologiques Volume Two). 1973. New York: Harper and Row
- Lévi-Strauss, Claude, The Origin of Table-Manners (Mythologiques Volume Three). 1978. New York: Harper and Row
- Lévi-Strauss, Claude The Naked Man (Mythologiques Volume Four). 1990. Chicago: University of Chicago Press
- Lincoln, Bruce Theorizing Myth: Narrative, Ideology, and Scholarship. 1999. University of Chicago Press.
- Patton, Laurie; Doniger, Wendy (eds.), Myth and Method (Studies in Religion and Culture). 1996. Charlottesville: University Press of Virginia
- Jaan Puhvel, Comparative Mythology. 1987. Baltimore: Johns Hopkins University Press
- White, David Gordon, Doniger, Wendy, Myths of the Dog-Man. 1991. Chicago: University of Chicago Press
- Wise, R. Todd, A Neocomparative Examination of the Orpheus Myth As Found in the Native American and European Traditions, 1998. UMI.